# قشلاق (جبراییل)
قشلاق (ترکی آذربایجانی: Qışlaq) یک منطقهٔ مسکونی در جمهوری آرتساخ است که در استان هادروت واقع شده‌است.